# ТЕС La Baraque
ТЕС La Baraque — теплова електростанція на півдні острова Маврикій.
Острів, що лежить в Індійському океані, відомий своїми плантаціями цукрової тростини, під час переробки якої продукується велика кількість біомаси — багаси. Це сприяло появі в країні кількох об'єктів відновлюваної енергетики, які використовують зазначений ресурс. Найбільшим серед них станом на середину 2010-х років є ТЕС La Baraque, що працює при цукровому заводі компанії Omnicane — на неї припадає 40 % потужності електростанцій, які можуть використовувати багасу.
У межах проекту La Baraque спорудили конденсаційну ТЕС із двома енергоблоками, які обладнані паровими турбінами виробництва Thermodyn потужністю по 45 МВт. Котли блоків розраховані на споживання вугілля, а в період переробки тростини переходять на спалювання біомаси, при цьому максимальна потужність ТЕС знижується з 90 до 65,5 МВт. Багаса подається на станцію за допомогою конвеєра. Водночас, окрім виробництва електроенергії, станція постачає на цукровий завод необхідну для його виробничого процесу пару, що підвищує ефективність використання палива.
Видача продукції до мережі загального споживання відбувається по ЛЕП, яка працює під напругою 66 кВ. В середині 2010-х ТЕС виробляла понад 0,5 млрд кВт-год електроенергії на рік (як на багасі, так і на вугіллі), що становило майже 20 % показника по острову в цілому, при цьому не менш ніж 80 % продукції видавалось до загальної енергосистеми. Також можна зазначити, що використання багаси забезпечувало виробництво понад 15 % електроенергії Маврикію (йдеться як про ТЕС La Baraque, так і про інші подібні генеруючі об'єкти).